# Bahanur Gökalp
Bahanur Gökalp (née Şahin le 6 mars 1991 à Tokat) est une joueuse de volley-ball et de beach-volley turque. Elle mesure 1,78 m et joue au poste de libero. Son frère Nuri Şahin est également joueur de volley-ball.

## Clubs
| Club                   | De        | À         |
| ---------------------- | --------- | --------- |
| Yeşilyurt İstanbul     | 2003-2004 | 2005-2006 |
| VB Günes Sigorta       | 2006-2007 | 2008-2009 |
| Galatasaray İstanbul   | 2009-2010 | 2009-2010 |
| VB Günes Sigorta       | 2010-2011 | 2010-2011 |
| TED Ankara Kolejliler  | 2011-2012 | 2011-2012 |
| İller Bankası Ankara   | 2012-2013 | 2012-2013 |
| Karşıyaka Voleybol     | oct 2013  | déc 2013  |
| Ereğli Belediye        | jan 2014  | mai 2014  |
| Halkbank Ankara        | 2014-2015 | 2014-2015 |
| Balıkesir BBSK         | 2015-2016 | 2015-2016 |
| İdmanocağı Spor Kulübü | août 2016 | déc 2016  |
| Bolu Belediyespor      | jan 2017  | mai 2017  |

## Palmarès
- Championnat de Turquie
  - Finaliste : 2011.
- Ligue des champions
  - Vainqueur : 2011.